# Naniwa-ku
Naniwa-ku (浪速区?, Naniwa-ku) è uno dei 24 quartieri di Ōsaka, in Giappone. Ha un'area di 4,37 km² e conta una popolazione di 64.111 abitanti al 2012.

## Panoramica

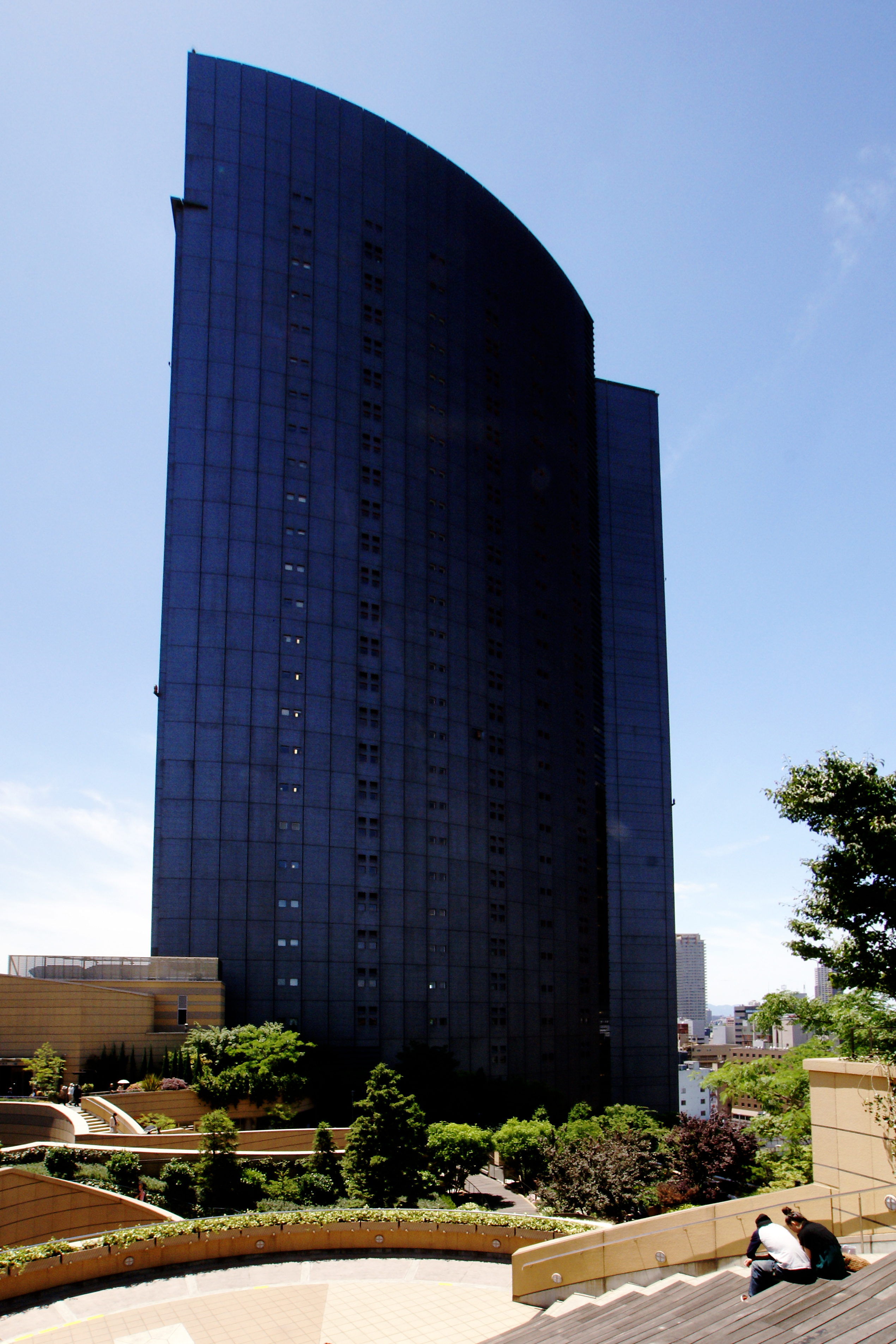
Namba Parks con la Park Tower

Naniwa-ku, una zona prevalentemente residenziale, negli ultimi anni si è sempre più integrata con la zona di Namba, il cuore dei trasporti del sud di Osaka, nonché del commercio, dell'intrattenimento, dello shopping e della cultura. Naniwa possiede diverse comunità di burakumin e coreani. La lotta per la conquista dei diritti delle due comunità è ben esemplificata nel Museo per i diritti umani di Osaka. 
Quasi tutto il quartiere fu distrutto dai bombartamenti aerei della seconda guerra mondiale, e per questo gli edifici dell'anteguerra sono molto esigui.

## Attrazioni
Naniwa è la sede di una serie di ben conosciute aree commerciali. Nippombashi, chiamata localmente Den Den Town (la città dell'elettronica), è un'area in cui si concentrano diversi negozi legati all'elettronica. A sud di Nippombashi si trova la zona di Shinsekai (nuovo mondo), un distretto dell'intrattenimento famoso per la torre Tsūtenkaku e la Janjan Alley. 
Fra gli altri siti di Naniwa sono degni di nota il santuario Imamiya Ebisu presso il quale si tiene il Toka Ebisu Matsuri, il palazzo dello sport prefetturale di Osaka, che a marzo tiene il grande incontro di Sumō (Ōzumō Sangatsu Basho), e il Museo per i diritti umani di Osaka. Fra gli altri elementi di intrattenimanto, e il parco divertimenti  Festivalgate  e Tsūtenkaku  Naniwa ospita diversi ristoranti, cinema, centri commerciali, e il grande parco nanba Namba Parks, un grande centro con giardini pensili.

## Mass Media
- Sankei Shinbun, quotidiano
- FM OSAKA, stazione radiofonica

## Stazioni ferroviarie
- JR West
  - Stazione di Imamiya
  - Stazione di Shin-Imamiya
  - Stazione di Namba JR
- Ferrovie Hanshin
  - Stazione di Sakuragawa
- Ferrovie Nankai
  - Stazione di Imamiyaebisu
- Metropolitana di Osaka (Indicate le maggiori stazioni)
  - Namba
  - Daikokuchō
  - Ebisuchō
  - Sakuragawa